# Oxylymma championi
Oxylymma championi är en skalbaggsart som beskrevs av Bates 1885. Oxylymma championi ingår i släktet Oxylymma och familjen långhorningar.
Artens utbredningsområde är Guatemala. Inga underarter finns listade i Catalogue of Life.